# Gostota naboja
Gostôta nabòja (oznaka ρ) je fizikalna in elektrotehniška količina, določena pri prostorsko zvezno porazdeljenem naboju kot naboj e na enoto prostornine V:
{\displaystyle \rho ={\frac {de}{dV}}\!\,.}
Mednarodni sistem enot predpisuje za gostoto naboja izpeljano enoto A s m-3 (coulomb/m³).